# Třetí vláda Benjamina Netanjahua
Třetí vláda Benjamina Netanjahua byla od 18. března 2013 do 14. května 2015 v pořadí 33. izraelskou vládou. Jejím sestavením byl po předčasných parlamentních volbách v lednu 2013 prezidentem Šimonem Peresem pověřen předseda vítězného uskupení Likud Jisra'el bejtenu a dosluhující premiér Benjamin Netanjahu.
Součástí vládní koalice byly strany Likud, Jisra'el bejtenu, Ješ atid, Židovský domov a ha-Tnu'a, které ve 120členném Knesetu dohromady disponovaly 68 poslaneckými mandáty. Strana ha-Tnu'a bývalé ministryně zahraničí Cipi Livniové podepsala s Netanjahuovým uskupením koaliční dohodu již 19. února, zatímco zbývající dvě strany (Ješ atid a Židovský domov) až 15. března. Celkem trvala vyjednávání o koaliční vládě šest týdnů.
Mezi programové body koaliční smlouvy patřila například úprava volebního systému (zvýšení volebního prahu ze 2 na 4 %) nebo přijetí legislativy týkající se povinné vojenské služby charedim.
V sobotu 16. března představil Netanjahu svou novou vládu prezidentu Peresovi a 18. března byla vládě vyslovena důvěra, když 68 poslanců hlasovalo pro a 48 proti.

## Členové vlády
V pořadí 33. izraelská vláda sestávala z následujících ministrů:
| resort                                                                                                  | ministr/yně        | funkční období             | strana           |
| --- | ------------------ | -------------------------- | ---------------- |
| předseda vlády                                                                                          | Benjamin Netanjahu | celé                       | Likud            |
| ministryně absorpce imigrantů                                                                           | Sofa Landverová    | 18. 3. 2013 – 10. 5. 2015  | Jisra'el bejtenu |
| ministr bydlení a výstavby                                                                              | Uri Ari'el         | celé                       | Židovský domov   |
| ministr dopravy                                                                                         | Jisra'el Kac       | celé                       | Likud            |
| ministr energetiky a vodních zdrojů ministr pro regionální spolupráci ministr rozvoje Negevu a Galileje | Silvan Šalom       | celé                       | Likud            |
| ministr financí                                                                                         | Ja'ir Lapid        | 18. 3. 2013 – 4. 12. 2014  | Ješ atid         |
| ministr komunikací                                                                                      | Gilad Erdan        | 18. 3. 2013 – 5. 11. 2014  | Likud            |
| ministr komunikací                                                                                      | Benjamin Netanjahu | 5. 11. 2014 – 14. 5. 2015  | Likud            |
| ministryně kultury a sportu                                                                             | Limor Livnatová    | celé                       | Likud            |
| ministr průmyslu, obchodu a práce ministr náboženských služeb                                           | Naftali Bennett    | celé                       | Židovský domov   |
| ministr obrany                                                                                          | Moše Ja'alon       | celé                       | Likud            |
| ministr obrany domácí fronty                                                                            | Gilad Erdan        | 18. 3. 2013 – 30. 6. 2014  | Likud            |
| ministr ochrany životního prostředí                                                                     | Amir Perec         | 18. 3. 2013 – 11. 11. 2014 | ha-Tnu'a         |
| ministr sociální péče a sociálních služeb                                                               | Me'ir Kohen        | 18. 3. 2013 – 5. 12. 2014  | Ješ atid         |
| ministryně spravedlnosti                                                                                | Cipi Livniová      | 18. 3. 2013 – 4. 12. 2014  | ha-Tnu'a         |
| ministr zpravodajských služeb ministr pro strategické záležitosti ministr mezinárodních vztahů          | Juval Steinitz     | celé                       | Likud            |
| ministr školství                                                                                        | Šaj Piron          | 18. 3. 2013 – 4. 12. 2014  | Ješ atid         |
| ministr turismu                                                                                         | Uzi Landau         | celé                       | Jisra'el bejtenu |
| ministr pro záležitosti Jeruzaléma a diapory                                                            | Benjamin Netanjahu | 18. 3. 2013 – 29. 4. 2013  | Likud            |
| ministr pro záležitosti Jeruzaléma a diapory                                                            | Naftali Bennett    | 29. 4. 2013 – 14. 5. 2015  | Židovský domov   |
| ministr vědy a technologie                                                                              | Ja'akov Peri       | 18. 3. 2013 – 4. 12. 2014  | Ješ atid         |
| ministr vnitra                                                                                          | Gideon Sa'ar       | 18. 3. 2013 – 4. 11. 2014  | Likud            |
| ministr vnitra                                                                                          | Gilad Erdan        | 04. 11. 2014 – 14. 5. 2015 | Likud            |
| ministr vnitřní bezpečnosti                                                                             | Jicchak Aharonovič | celé                       | Jisra'el bejtenu |
| ministr pro seniory                                                                                     | Uri Orbach         | 18. 3. 2013 – 16. 2. 2015  | Židovský domov   |
| ministr zahraničních věcí                                                                               | Benjamin Netanjahu | 18. 3. 2013 – 11. 11. 2013 | Likud            |
| ministr zahraničních věcí                                                                               | Avigdor Lieberman  | 11. 11. 2013 – 6. 5. 2015  | Jisra'el bejtenu |
| ministryně zdravotnictví                                                                                | Ja'el Germanová    | 18. 3. 2013 – 4. 12. 2014  | Ješ atid         |
| ministr zemědělství                                                                                     | Ja'ir Šamir        | celé                       | Jisra'el bejtenu |